# Transports en Iran

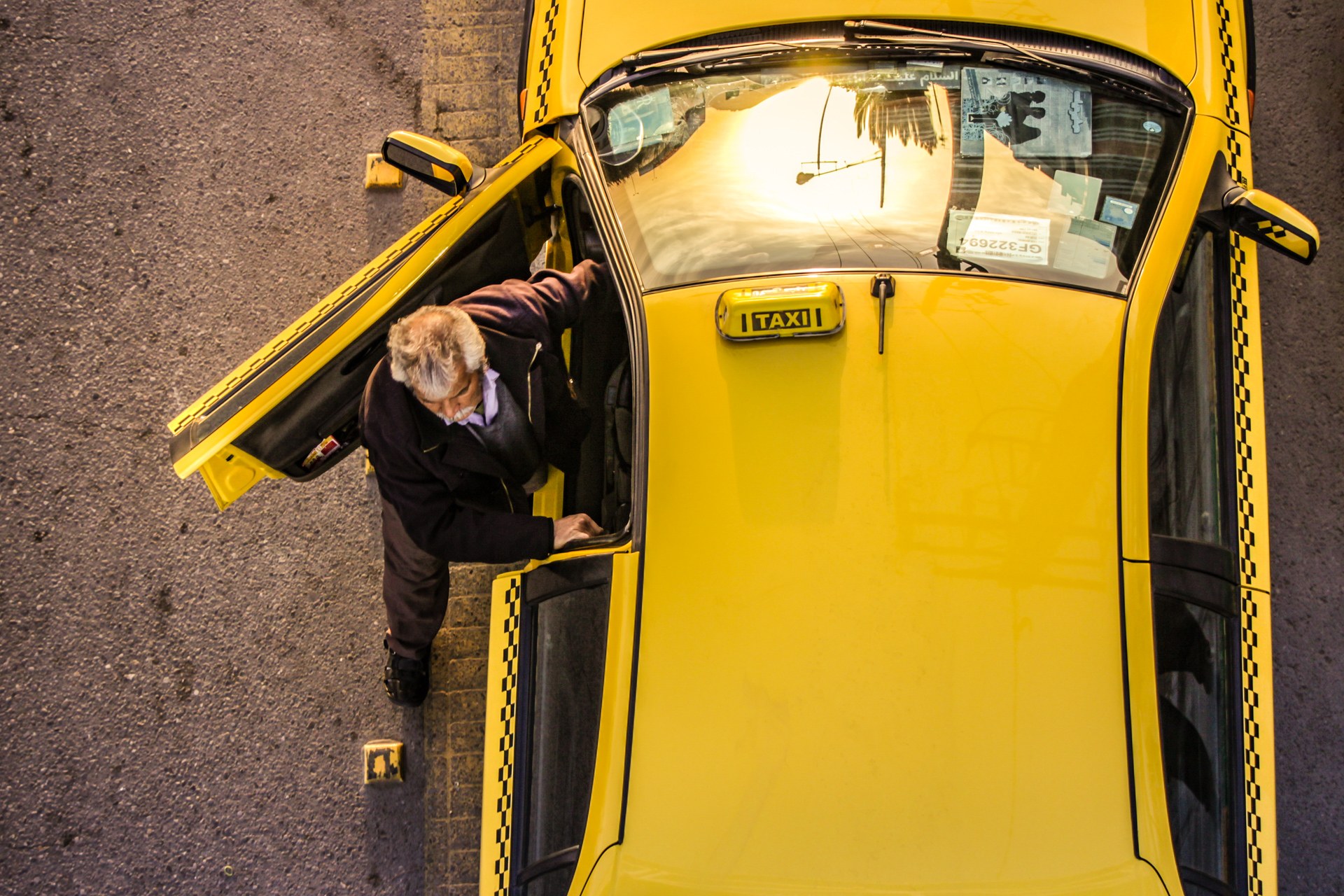
Un taxi en Iran recule pour prendre un passager. Janvier 2019.

Les transports en Iran incluent le réseau routier, le réseau ferroviaire, aérien et maritime. L'Iran a un vaste réseau routier goudronné reliant la plupart de ses villages et toutes ses villes.

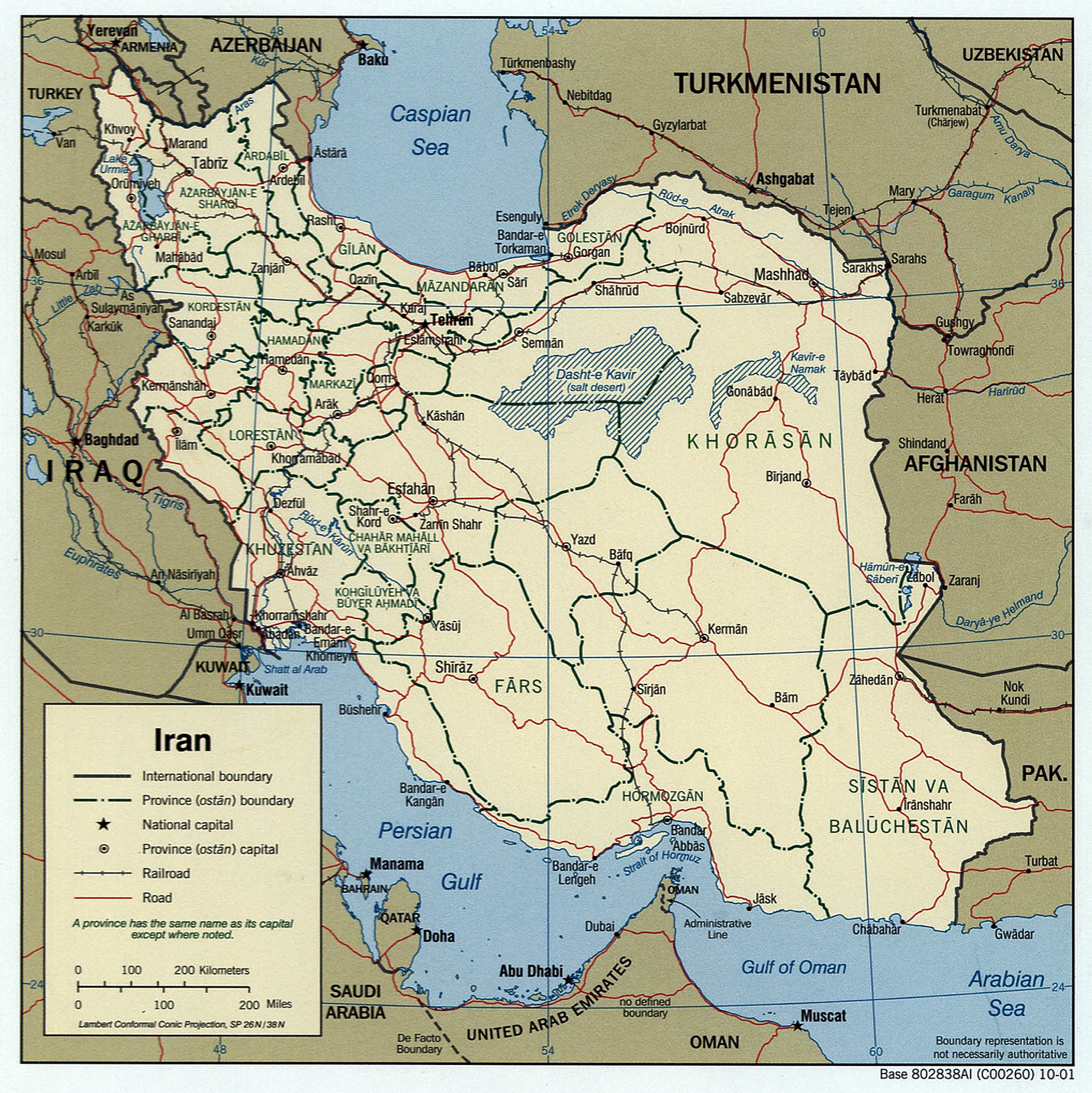
Routes principales et voies ferrées d'Iran (2001).

## Infrastructures routières
En 2018, le pays avait 223 485 km de routes, à 87% goudronnées, dont plus de 65 000 sont des urbaines ou interurbaines,. Il y a 30 passagers de voitures pour 1 000 habitants[réf. nécessaire]. 
En Iran, chaque année, plus de 20 000 personnes sont tuées et 800 000 blessées dans des collisions routières.

## Transports urbains
Toutes les grandes villes ont un système de transport en commun utilisant des bus, et plusieurs compagnies privées assurent un service de bus entre les villes. Téhéran possède un réseau de métro en expansion et  Mashhad, Chiraz, Tabriz, Ahvaz et Esfahan sont en train de construire des réseaux de transport en commun utilisant les métros ou des trains circulant en souterrain[réf. nécessaire].

## Infrastructures portuaires
Le principal port d'entrée du pays est Bandar-e ‘Abbas dans le détroit d'Hormuz. Les autres ports importants incluent Bandar-e Anzali, Bandar-e Torkeman et Amirabad sur la Mer Caspienne et Khorramshahr et Bandar-e Khomeynī sur le Golfe Persique. Après être arrivée en Iran, la marchandise importée est distribuée à travers le pays par des camions et des trains de fret.

## Infrastructures ferroviaires
Les trains circulent sur 8 484 km de voies ferrées (2014). La voie ferrée Téhéran-Bandar-e ‘Abbas, ouverte en 1995, connecte Bandar Abbas au réseau ferré de l'Asie Centrale via Téhéran et Mashhad.

Un train de voyageurs, longeant la rivière حبله‌رود, vient juste de traverser le Simin Dasht en Iran. Novembre 2017.

## Transport aérien

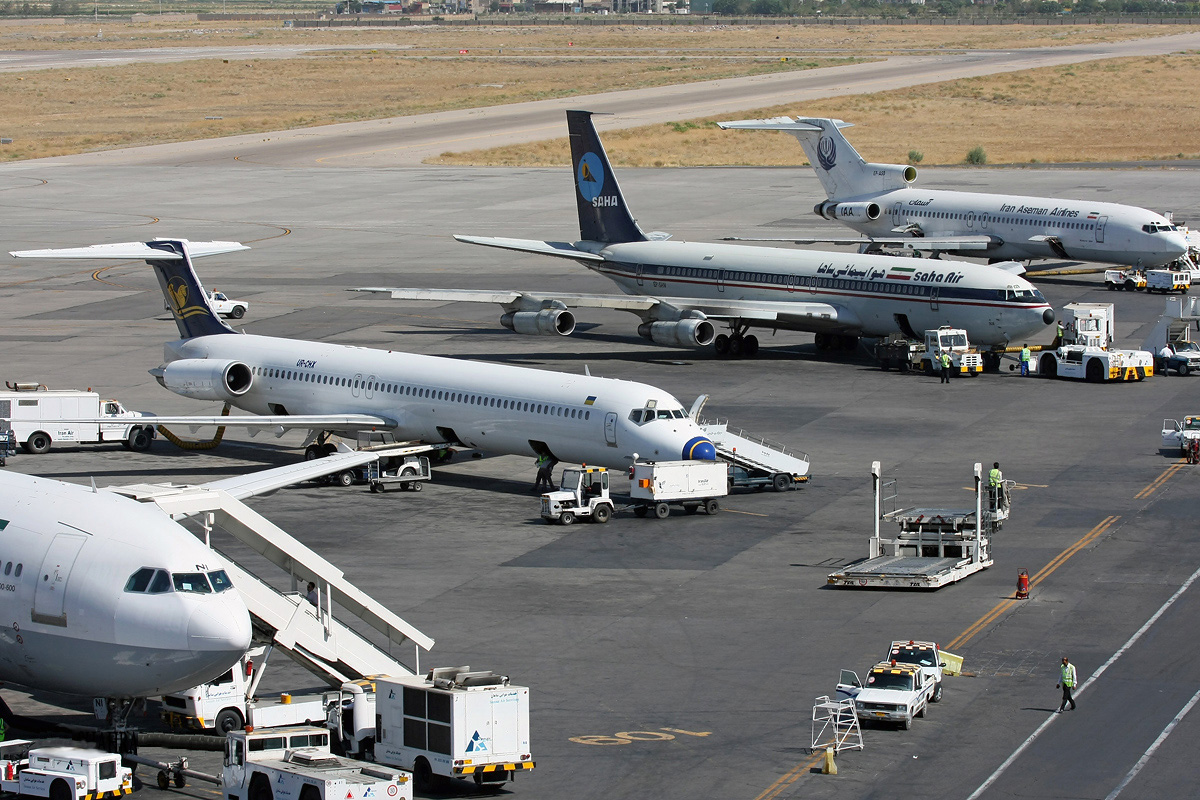
Avions à l'aéroport de Téhéran-Mehrabad en 2009.

Des douzaines de villes ont des aéroports qui servent à la fois pour le trafic aérien de passagers et celui des marchandises. Iran Air, la compagnie nationale aérienne, a été fondée en 1962 et exploite des vols nationaux et internationaux.

## Sources
1. ↑  (en) Islamic Republic of Iran. Trade and transport facilities : pre-diagnostic, Banque mondiale, juin 2004
2. 1 2  (en) « Iran », dans The World Factbook, Central Intelligence Agency, 3 janvier 2022 (lire en ligne)
3. ↑  (en) « Traffic Accidents Among Leading Causes of Death in Iran », sur Financial Tribune, 3 mai 2017 (consulté le 5 juillet 2020).